# Gornja opornjačka arterija
Gornja opornjačka arterija (lat. arteria mesenterica superior) je krvna žila, grana trbušne aorte (lat. aorta abdominalis) koja oksigeniranom krvlju opskrbljuje probavnu cijev od donjeg dijela dvanaesnika do lijeve fleksure debelog crijeva i gušterače.
Grane: 
- lat. arteria pancreaticoduodenalis inferior - donja pankreatikodudodenalna arterija
- lat. arteria colica media - srednja arterija kolona
- arterija desne polovice obodnog crijeva (lat. arteria colica dextra)
- lat. arteriae intestinales - crijevne arterije
- lat. arteria ileocolica - ileokolična arterija